# Dallgow-Döberitz
Dallgow-Döberitz ([ˈdalɡoː-døbərɪt͡s]) è un comune di 10 770 abitanti del Brandeburgo, in Germania.

Appartiene al circondario della Havelland.

## Storia
Nel 2003 venne aggregato al comune di Dallgow-Döberitz il comune di Seeburg.

## Società

### Evoluzione demografica
- Sviluppo della popolazione dal 1875 entro gli attuali confini (Linea Blu: Popolazione; Linea puntata: Confronto dello sviluppo della popolazione dello stato del Brandenburgo; Sfondo grigio: Ai tempi del governo nazista; Sfondo rosso: Al tempo del governo comunista)
- Sviluppo recente della popolazione (Linea blu) e previsioni

| Anno | Abitanti |
| ---- | -------- |
| 1875 | 1 214    |
| 1890 | 1 381    |
| 1910 | 1 870    |
| 1925 | 2 378    |
| 1933 | 3 689    |
| 1939 | 5 355    |
| 1946 | 5 762    |
| 1950 | 4 890    |
| 1964 | 4 209    |
| 1971 | 4 241    |
| 1981 | 3 826    |

| Anno | Abitanti |
| ---- | -------- |
| 1985 | 3 711    |
| 1989 | 3 555    |
| 1990 | 3 469    |
| 1991 | 3 403    |
| 1992 | 3 371    |
| 1993 | 3 417    |
| 1994 | 3 656    |
| 1995 | 4 075    |
| 1996 | 4 446    |
| 1997 | 5 206    |

| Anno | Abitanti |
| ---- | -------- |
| 1998 | 5 711    |
| 1999 | 6 080    |
| 2000 | 6 444    |
| 2001 | 6 702    |
| 2002 | 6 908    |
| 2003 | 7 094    |
| 2004 | 7 439    |
| 2005 | 7 786    |
| 2006 | 8 086    |
| 2007 | 8 277    |

| Anno | Abitanti |
| ---- | -------- |
| 2008 | 8 471    |
| 2009 | 8 576    |
| 2010 | 8 636    |
| 2011 | 8 616    |
| 2012 | 8 714    |
| 2013 | 8 989    |
| 2014 | 9 280    |
| 2015 | 9 700    |
| 2016 | 9 940    |
| 2017 | 9 956    |

| Anno | Abitanti |
| ---- | -------- |
| 2018 | 9 931    |
| 2019 | 10 019   |
| 2020 | 10 298   |

Fonti dei dati sono nel dettaglio nelle Wikimedia Commons..

## Geografia antropica
Al comune di Dallgow-Döberitz appartiene la frazione (Ortsteil) di Seeburg.